# Moro Islamic Liberation Front

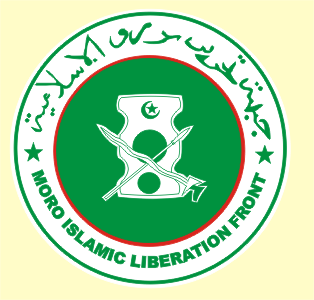
Emblem der MILF

Flagge der MILF

Die Moro Islamic Liberation Front („Islamische Befreiungsfront der Moros, Moro Islamische Befreiungsfront“), abgekürzt MILF (arabisch جبهة تحرير مورو الإسلامية, DMG Ǧabhat taḥrīr Mūrū al-Islāmīya), ist eine islamische Organisation auf den südlichen Philippinen, die ursprünglich für die Unabhängigkeit der Moros gekämpft hat. Sie hat sich 1977 als Fraktion innerhalb der säkularistisch orientierten Moro National Liberation Front (MNLF) gebildet und 1984 endgültig von ihr abgespalten. Während die MILF in den 1980er und 1990er ihr Ziel mit bewaffneten Mitteln zu erreichen versuchte, mit dschihadistischen Organisationen zusammenarbeitete und in den von ihr beanspruchten Gebieten parallelstaatliche Strukturen aufbaute, kam in den 2000er Jahren ein Friedensprozess mit der philippinischen Regierung in Gang, der in 2012 in ein Rahmenkommen über eine zu gründende autonome Bangsamoro-Region mündete. Die MILF wird als die größte muslimische Bewegung in den Philippinen betrachtet, mit einer Anhängerschaft von 15.000 bis 40.000 Mitgliedern, die hauptsächlich den Maguindanaon und den Maranao auf Mindanao angehören. Auf dem Sulu-Archipel, in Tawi-Tawi und auf der Zamboanga-Halbinsel, dem Kernland der MNLF, hat die MILF dagegen nur wenig Rückhalt.

## Entstehung
Mutterorganisation der MILF ist die Moro National Liberation Front (MNLF), die Ende der 1960er Jahre infolge des Jabidah-Massakers entstand. Die Gruppe forderte die Errichtung eines unabhängigen Staates Moro und führte Terroraktionen und Morde aus, um ihren Ideen Nachdruck zu verschaffen. Die Zentralregierung wies diese Forderung zurück und entsandte zur Unterdrückung der Unruhen Truppen nach Moroland. In der Situation der Unterdrückung und des Widerstands gegen die als „anti-muslimisch“ wahrgenommene philippinische Staatsmacht suchte die MNLF politische und militärische Unterstützung bei muslimischen Regierungen, anfangs vor allem Libyen unter Muammar al-Gaddafi, sowie internationalen politischen Organisationen der islamischen Welt, allen voran der Organisation der Islamischen Konferenz (OIC).
Infolge eines strategischen Patts zwischen MNLF und den philippinischen Streitkräften wurden 1976 unter Vermittlung der OIC Friedensverhandlungen aufgenommen. Ihr Ergebnis war der am 23. Dezember 1976 unterzeichnete Vertrag von Tripoli, in dem den Moros ein umfassender Autonomiestatus zugesichert wurde, der 13 Provinzen und neun Städte umfassen sollte. Allerdings fand der Vertrag in dieser Form keine Umsetzung, weil Ferdinand Marcos eine vom Vereinbarten stark abweichende Version des Vertrags verkündete, die von der MNLF abgelehnt wurde.
Schon 1974 waren in der MNLF ideologische Differenzen zwischen dem MNLF-Vorsitzenden Nur Misuari und seinem Vize Hashim Salamat (gest. 2003) zu Tage getreten. Während Misuari die Ansicht vertrat, dass politische Führerschaft bei den Moros auf den Prinzipien einer säkularen Demokratie fußen sollte und es die Hauptaufgabe der MNLF sei, soziale Gerechtigkeit herzustellen, bestand Salamat, der international sehr gut vernetzt war, auf einer islamisch-religiösen Grundlage der MNLF. Salamat hatte an der ägyptischen Azhar-Universität Islamische Philosophie studiert und war während seines Studiums von den Ideen Hasan al-Bannās, Sayyid Qutbs und Abū l-Aʿlā Maudūdīs beeinflusst worden.
Am 21. September 1977, unmittelbar nach dem Scheitern der Verhandlungen zwischen MNLF und philippinischer Regierung, unterzeichneten 57 führende MNLF-Offiziere eine an die OIC und die Islamische Weltliga gerichtete Position, in der sie die Entmachtung Nur Misuaris und Einsetzung Hashim Salamats an seiner Stelle forderten. Sie begründeten dies mit der Entfremdung der MNLF vom Islam zugunsten einer marxistisch-maoistischen Orientierung. Unter den Unterzeichnenden war auch Khalipha Nando, der später zum ersten Wālī von Bangsamoro ernannt wurde. Der von Hashim geleitete islamisch argumentierende Flügel der Organisation präsentierte sich als New MNLF. Vertreter vn OIC und Islamischer Weltliga versuchten vergeblich, die Führungskrise der MNLF zu lösen. Nachdem die MNLF Ende der 1970er dramatisch an Schlagkraft verloren hatte, erklärte das Zentralkomitee der New-MNLF-Führung im März 1984 die endgültige und offizielle Abspaltung von der MNLF unter dem neuen Namen Moro Islamic Liberation Front. Der wichtigste Grund war dabei der Wunsch, die islamische Ausrichtung der Gruppe im Gegensatz zu der säkularistisch-nationalistischen Linie der MNLF zu betonen.

## Ideologie
Primäres Ziel der MILF ist die Selbstbestimmung der Moros und die Verteidigung der Jahrhunderte alten kollektiven muslimischen Identität als Bangsamoro. Anders als die MNLF, die Christen, Lumad und Siedler, die Mindanao als ihre Heimat betrachten, in die Moro-Nation einschließt, betrachtet die MILF nur die Muslime der Region als Moros. Der Moro-Befreiungskampf wird hierbei zur Umma als „weltweiter Nation“ der Muslime in Beziehung gesetzt. Offizielle MILF-Vertreter bestreiten, dass sie Filipinos sind oder waren.
Die MILF betonte von Anfang an die existentielle Rolle des Islams für ihren Kampf, der nun als Dschihad Fī sabīli Llāh deklariert wurde, und grenzte sich durch ihre Vision von einem „islamischen System“ von der MNLF ab. Da für eine islamische Lebensweise nach Ansicht der MILF die Scharia notwendig ist, kann die Selbstbestimmung der Moros für sie nur innerhalb eines Islamischen Staates verwirklicht werden, der die Scharia durchsetzt. Im Jahre 2000 äußerte Salama in einem Interview, dass die islamische Gesellschaft, der seine Organisation nacheifere, diejenige sei, die der zweite Kalif ʿUmar ibn al-Chattāb errichtet habe.
Was sie unter Dschihad verstand, bekundete die MILF, indem sie sich explizit auf Sayyid Qutb berief. Er habe gelehrt, Dschihad bestehe darin, jedem Menschen auf der ganzen Welt völlige Freiheit zu sichern, indem er ihn aus der Knechtschaft anderer Menschen befreie, damit er seinem Gott dienen könne. Nach Salamat sollte es für die MILF, die einen Kampf gegen Kolonialherrschaft und Falschheit (baatil) führt, nur zwei Alternativen kennen: Sieg oder Märtyrertum. Trotz der Rechtfertigung von Gewalt sah Salamat aber auch die Notwendigkeit der Friedfertigkeit, um mit der philippinischen Regierung Verhandlungen führen zu können.

## Organisationsstruktur

### Die zentrale Führungsstruktur
Entsprechend einem schon 1974 von Salamat geforderten Modell wurde ein übergeordnetes oberstes Exekutivorgan geschaffen, das siebenköpfige Zentralkomitee (Central Committee, CC), in dem die Führungsspitze versammelt ist und dem drei Abteilungen, eine militärische, eine politische und eine für innere Angelegenheiten, untergeordnet sind. Neben dem CC war der Dschihad-Exekutivrat (Jihad Executive Council) das höchste Organ. Um dem Anspruch auf islamisch-religiöse Legitimität gerecht zu werden, wurde dem Dschihad-Exekutivrat und dem Zentralkomitee ein Rat ausgewählter Ulama vorgeschaltet, dessen Aufgabe darin besteht, die Politik der Exekutive in Einklang mit dem Islam zu bringen. Der Ulama-Rat hat zwar keine Exekutivfunktion, doch werden seine Beschlüsse als „maßgebliche Empfehlungen“ an den das CC und die Öffentlichkeit weitergegeben. Alle drei Gremien wurden bis 2003 von Hashim Salamat als Amirul Mujahideen und Imam geleitet.

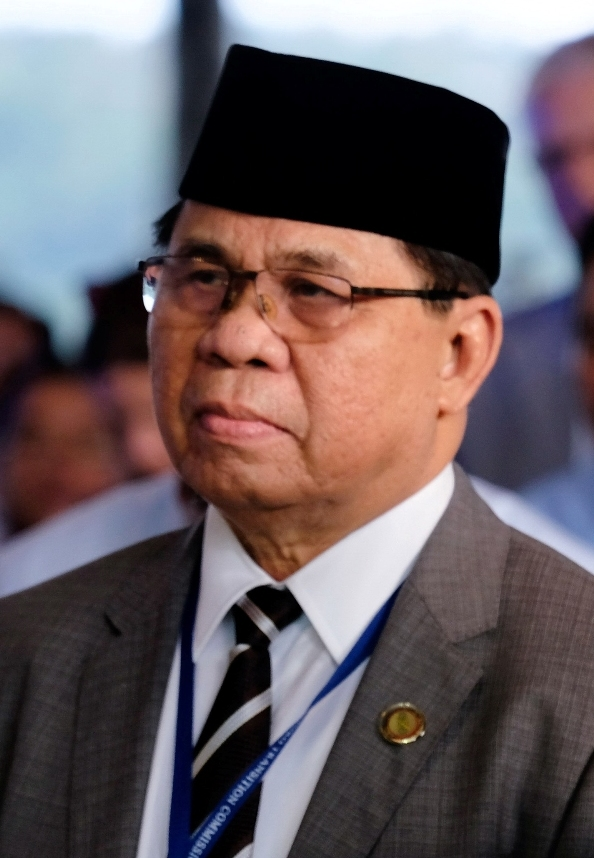
Murad Ebrahim, der die MILF seit 2003 leitet.

Nach dem Tod Salamats im Juli 2003 setzte die Führungsspitze der MILF nicht den von Salamat persönlich als Nachfolger ausererkorenen Islam-Gelehrten Abdulaziz Mimbantas in dieses Amt ein, sondern entschied sich für den bisherigen Stellvertretenden Vorsitzenden für militärische Angelegenheiten Murad Ebrahim, der keine religiöse Autorität besitzt. Verantwortlich waren dafür nach Nicole Klitzsch ethnische Loyalitäten sowie die Tatsache, dass Mimbantas einer im Vergleich zur übrigen MILF-Führung radikaleren Islam-Interpretation anhing. Mimbantas, der selbst aus dem Nahen Osten stammte, genoss zwar die Unterstützung der Maranaos unter den Ulama und Feld-Kommandeuren, doch konnte sich der Maguindanaon Murad auf die weniger religiösen Feldkommandeure und viele Fußsoldaten stützen, die sich mit ihm aufgrund seiner Zugehörigkeit zu den Maguindanaos solidarisierten. Mimbantas wurde stattdessen mit dem Posten des Vize-Vorsitzenden der MILF für militärische Angelegenheiten abgefunden.

### Aufbau parallelstaatlicher Strukturen in den 1990er Jahren
Um den islamischen Charakter ihres Projekts herauszustellen, rief die MILF 1991 eine „Konsultativversammlung“ (majlis al-Shura) ins Leben, eine am Prinzip der Schura ausgerichtete Organisation mit legislativer Funktion, die 1992 ihre Arbeit aufnahm und in der alle Sektoren der Moro-Gesellschaft, auch Nicht-Muslime, vertreten sein sollen. Ihre 80 Mitglieder untergliedern sich in a) ständige Mitglieder, b) reguläre Mitglieder und c) sektorale Repräsentanten. Ständige Mitglieder sind die regulären Mitglieder des Zentralkomitees, reguläre Mitglieder Entsandte der Regionalkomitees und sektorale Repräsentanten, die auf Empfehlung der Beratenden Versammlung ernannt werden. Am 31. Juli 1996 beschloss die MILF die volle Implementierung der Scharia als das geltende Recht auf MILF-Gebiet und richtete einen Höchsten Islamischen Gerichtshofs ein. Er besteht aus fünf islamischen Rechtsgelehrten und wird durch regionale und lokale Gerichte in ganz Mindanao, die Straf-, Zivil-, Personen- und Eigentumsrecht sprechen, unterstützt.

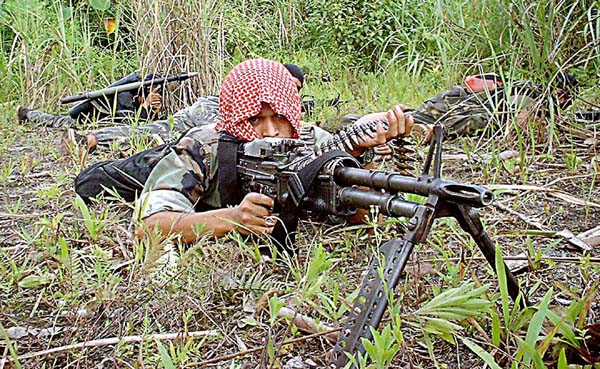
MILF-Kämpfer

Der militärische Zweig der MILF sind die Bangsamoro Islamic Armed Forces (BIAF). Sie wurden in den 1990er Jahren zu einer regulären Streitkraft mit sechs Divisionen ausgebaut, die auf 13 größere und 33 kleinere Militärcamps auf Mindanao, Sulu, Palawan, Tawi-Tawi und Basilen verteilt wurden. Die beiden größten Lager, Abu Bakar as-Sidique im Bergland zwischen den Provinzen Magindanao und Lanao del Sur und Busrah Somiroang, umfassten mehrere Ortschaften und hatten Modellcharakter für den zu gründenden Islamstaat. 1999/2000 standen bereits weite Landstriche in Zentral-Mindanao unter der Kontrolle der MILF. Die MILF entwickelte sich gleichzeitig zur größten Streitmacht in der Region. Nach der Unterzeichnung des „Endgültigen Friedensvertrags“ von 1996 konnte sie die Anzahl ihrer Mitglieder verdoppeln. Ende 1999 gehörten der MILF nach eigenen Angaben 15.699 Männer mit 11.280 Feuerwaffen an.
Die MILF bot schon in den 1990er Jahren begrenzte soziale Dienste (einige Madrasas und öffentliche Gesundheitskliniken) und ein dreistufiges islamisches Gerichtssystem an. Der Aufbau des Parallelstaates und die Islamisierungsbemühungen griffen in vielfältiger Weise ineinander. So wurde den verschiedenen militärischen Ebenen jeweils ein religiöser Führer (murshid) zugeordnet, der die Aufgabe hatte, den Kadern die zur Erfüllung der mit dem Islamisierungsprojekt verbundenen Aufgaben notwendige religiöse Bildung und Disziplin zu vermitteln. Die Mudschāhidūn sollten die religiösen und politischen Argumente der MILF für ihren Dschihad verinnerlichen und außerdem eine islamische Lebensweise annehmen. In den MILF-Camps wurde streng darauf geachtet, dass kein Alkohol getrunken, nicht geraucht und keine Musik gehört wurde, weil die MILF dies als „unislamisch“ betrachtete. Für die Herstellung des persönlichen Kontakts zur Bevölkerung war es von großer Bedeutung, dass einige MILF-Kader zugleich die Funktion eines lokalen religiösen Führers ausfüllten, manchmal sogar Leiter einer Moschee oder Madrasa waren. Darüber hinaus unterhielt die MILF auch eigene „Missionsabteilungen“. 1998 gab es nach Angaben der MILF 7.000 Daʿwa-Arbeiter unter ihrer direkten Kontrolle.

### Finanzierung
Nach Abuza stammt der größte Teil der Finanzierung der MILF aus einheimischen Quellen, sowohl legalen als auch illegalen. Die MILF-Kommandeure besitzen eine Reihe von Unternehmen, von Sand, Kies und Zement bis hin zu LKW-Transporten und Obstplantagen. Die MILF kontrolliert außerdem die zahlreichen Arbeitsagenturen im Süden der Philippinen, die Arbeiter ins Ausland schicken. Sie war aber auch an einer Reihe von kriminellen Aktivitäten beteiligt, wie Erpressung lokaler Unternehmen, Geiselnahmen und Schutzgelderpressung. Außerdem sammelt die MILF bei ihren Anhängern die Zakāt ein.
Darüber hinaus sammelte die MILF auch aktiv Spenden im Ausland, insbesondere bei den philippinischen Arbeitern im Nahen Osten. Auch Wohlfahrtsorganisationen am Persischen Golf unterstützten die MILF. Besonders intensiv war die Zusammenarbeit mit Osama bin Ladens Schwager Muhammad Dschamāl Chalīfa, der eine Anzahl von Niederlassungen saudischer Wohlfahrtsorganisationen in den Philippinen eröffnete. Chalīfa stellte MILF-Mitglieder oder deren Geschwister an, um die Büros dieser Organisationen zu betreiben, die Waisenhäuser, Kliniken und Erziehungsprogramme finanzierten. Nach den Terroranschlägen am 11. September 2001 froren die USA die Bankkonten von Geldgebern terroristischer Aktivitäten ein und erschwerten den Geldtransfer. Dies führte zu einem dramatischen Einbruch der Spenden ausländischer Geldgeber der MILF.
Allerdings ist die MILF in vielerlei Hinsicht eine selbsttragende Organisation. So versorgen sich die MILF-Mitglieder bei der Durchführung ihrer militärischen Aktivitäten selbst und erhalten von der Organisation keine Entlohnung. Dies sicherte der MILF das Überleben auch nach dem Wegfall ihrer ausländischen Geldgeber.

## Internationale Vernetzung mit islamischen Akteuren

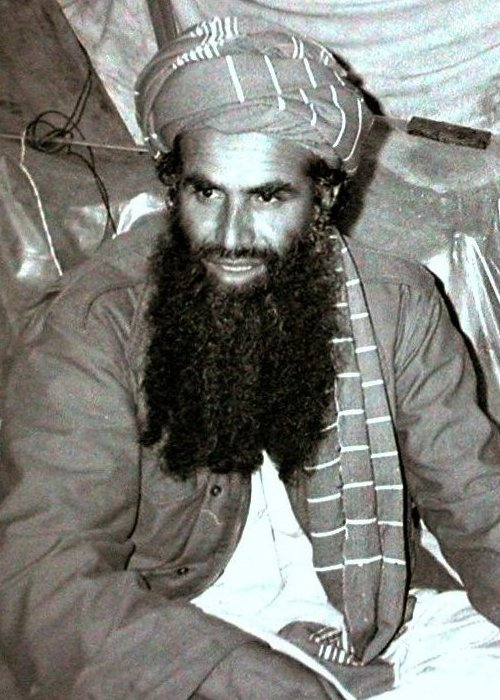
Abdul Rasul Sayyaf

Ein wesentliches Element des internationalen Rückhalts der MILF bildeten islamische Organisationen des Auslands. Salamat genoss persönliche lange Zeit Zugang zu hochrangigen Politikern in Kairo, Dschidda, Karachi, Islamabad und Lahore. Diese Kontakte ermöglichten ihm, zwischen 1978 und 1987 offene und verdeckte Netzwerke zur Unterstützung der MILF zu knüpfen.

### Die Organisation der Islamischen Konferenz
Im November 1990 entsandte Hamid Algabid, der Generalsekretär der Organisation der Islamischen Konferenz (OIC), Ibrahim Saleh Bakr, Stellvertretender Generalsekretär für politische, rechtliche und Minderheitenangelegenheiten, nach Mindanao, um mit den Anführern von MNLF und MILF über die Wiederaufnahme der ins Stocken geratenen Verhandlungen und die Entsendung einer gemeinsamen Verhandlungsdelegation zu sprechen. Er traf mit Murad Ibrahim und anderen MILF-Anführern zusammen. Im Gegenzug entsandte die MILF im Dezember 1990 eine eigene Delegation zur OIC-Gipfelkonferenz in Dakar. Die OIC erwähnte die MILF in ihrer Abschlusserklärung, was für die MILF ein großer Schrift war, weil sie bis dahin die MNLF als die einzig legitime Vertretung des Moro-Volkes betrachtete.

### Dschihadistische Bewegungen
Schon in der Zeit vor Abspaltung von der MNLF hatte er Kontakte zu Abdullah Sungkar, dem späteren Kopf der indonesischen Jemaah Islamiyah, sowie zu dem späteren afghanischen Warlord Abdul Rasul Sayyaf, mit dem er zusammen an der Azhar-Universität studierte. Ab den frühen 1980er Jahren arbeiteten Salamat und Sungkar, der sich damals noch als Teil von Darul Islam betrachtete, zusammen. Beide nutzten den Krieg in Afghanistan (1979–1989), um ihre Kämpfer in einer Art „Terrorakademie“ bei dem von Saudi-Arabien finanzierten Sayyaf ausbilden zu lassen. Salamat selbst verbrachte die Jahre 1982 bis 1987 in Pakistan und ließ bis zu 500 seiner Männer in dem von Sayyaf geführten Camp Saddah unweit Peshawar ausbilden. Ein weiteres Ausbildungslager der MILF befand sich auf dem Gelände der Jamaat-e-Islami in Lahore.
In den 1990er Jahren wurde die Zusammenarbeit mit der Gruppe um Sungkar, die jetzt als Jemaah Islamiyah (JI) firmierte, noch enger. Erst gestattete die MILF der terroristischen JI, ihr Camp Abu Bakar zu nutzen. Später erhielt die JI dort sogar ein eigenes Lager, Camp Hudaibiyah, in dem zwischen 1996 und 2000 mehr als 200 Kämpfer ausgebildet wurden. Außerdem beherbergte die MILF seit Mitte der 1990er Jahre eine Handvoll Al-Qaida-Trainer, die in MILF-Basislagern Kurse zum Bau von Kleinwaffen und Bomben abhielten. Die MILF verheimlichte ihre Kontakte zu al-Qaida und der internationalen islamistischen Community nicht, sondern betrachtete sie als ein wichtiges Hilfsmittel für Propaganda, Kämpferrekrutierung und Mittelbeschaffung. Von Ende 2002 bis 2005 hielten sich zwei wichtige JI-Bombenleger, Dulmatin und Umar Patek, in MILF-Lagern auf und vermittelten ihre technische Kompetenz.

## Die Entwicklung des Verhältnisses zum philippinischen Staat

### Das Dschidda-Abkommen zwischen MNLF und Regierung und der Fünf-Tage-Krieg der MILF (1987)
Um die Mitte der 1980er Jahre begann die MILF sich politisch Geltung zu verschaffen, indem sie im Gegensatz zur MNLF die Unabhängigkeit für die Moros forderte und Angriffe ausweitete. Als im Februar 1986 Corazon Aquino die Präsidentschaft antrat, wurde allgemein angenommen, dass die MILF zusammen mit der MNLF an Friedensverhandlungen teilnehmen würde. Dies entsprach den Absprachen, die zwischen Nur Misuari (MNLF) und Salamat Hashim (MILF) unter Vermittlung der Organisation der Islamischen Konferenz und der Islamischen Weltliga getroffen worden waren. Allerdings traf sich Aquino im September 1986 erst einmal nur mit Misuari in Jolo und führte Verhandlungen, die zum Dschidda-Abkommen vom 3. Januar 1986 führten, in dem die Wiederaufnahme von Gesprächen zwischen Regierung und MNLF über die Erteilung der Autonomie für Mindanao, Basilan, Sulu, Tawi-Tawi und Palawan vereinbart wurde. Als Zeichen ihrer Ablehnung des Abkommens und als Demonstration ihrer Macht führte die MILF vom 13. bis 17. Januar in Maguindanao, North Cotabato, Sultuan Kudarat, Lanao del Sur und Lanao del Norte eine Militäroffensive durch, die sich hauptsächlich gegen militärische Einrichtungen richtete, aber auch den Verkehr in Zentral-Mindanao lahmlegte und einen Stromausfall in Lanao del Sur und der Zamboanga-Halbinsel herbeiführte.
Am 16. Januar 1987 sandte Präsidentin Aquino ihren Innenminister Aquilino Pimentel junior auf eine Friedensmission zur MILF, die mit der Unterzeichnung eines Waffenstillstandsabkommens am nächsten Morgen endete. Zwei Tage später traf Aquino mit al-Haj Murad Ebrahim, dem MILF-Stabschef, und Mohagher Iqbal zusammen, um einen Waffenstillstand auszuhandeln und die MILF zu einem Friedensprozess analog zu demjenigen mit der MNLF einzuladen, doch kam keine Einigung zustande. Im März 1987 schickte die philippinische Regierung Gesandte zu Salamat Hashim in Pakistan mit dem Ansuchen, dass die MILF in Friedensverhandlungen eintreten möge, aber die Führung der MILF war von ihrem Wachstum und der Unterstützung der Bevölkerung für eine Reihe militärischer Erfolge beflügelt und lehnte ab. In der Zeit zwischen 1986 und 1995 wuchs die Organisation von 5.330 auf 8.270 Mann Stärke.

### Die Ablehnung des „Endgültigen Friedensvertrag“ von 1996
Im Jahre 1996 führte die MILF Friedensverhandlungen mit der philippinischen Zentralregierung unter Fidel Ramos. Im Rahmen dieser Verhandlungen formulierte die MILF eine Agenda von neun Bangsamoro-Problemen, die im Rahmen der Verhandlungen gelöst werden müssten. Den im September 1996 zwischen MNLF und der Zentralregierung geschlossenen „Endgültigen Friedensvertrag“, in dem die MNLF anerkannte, dass die Bangsamoro nur vier der 1976 zugesicherten 13 Provinzen als Autonomiegebiet erhielt, lehnte die MILF jedoch ab.
Die innerhalb der MNLF verbreitete Unzufriedenheit mit diesem Vertrag veranlasste viele MNLF-Kämpfer, zur MILF überzulaufen. Die MILF wurde damit zur neuen Vorhut des Bangsamoro-Kampfes aufgewertet. Sie konnte den Unabhängigkeitskampf nun für sich allein verbuchen und die säkulare Variante des Widerstands gegen Ausbeutung und Kolonisierung durch die philippinische Regierung für gescheitert erklären. Das Ziel der Errichtung eines Islamstaates verfolgte sie dafür um so entschlossener. Außerdem konnte sie durch die hinzugewonnene Unterstützung den Ausbau der parallelstaatlichen Strukturen intensivieren, zu denen auch der militärische Zweig der Bangsamoro Islamic Armed Forces (BIAF) gehörte. Von einer Randorganisation entwickelte sich die MILF auf diese Weise zur größten Streitmacht in der Region. Nach der Unterzeichnung des „Endgültigen Friedensvertrags“ konnte sie die Anzahl ihrer Mitglieder verdoppeln.

### Fortsetzung der Kämpfe und das Waffenstillstandsabkommen von 1997
Nach Unterzeichnung des Friedensvertrags zwischen MNLF und Regierung begannen Initiativen auf höchster Ebene zur Wiederbelebung der Friedensverhandlungen mit der MILF. Es wurden zwei Technische Kommissionen für Einstellung der Feindseligkeiten und Agenda Setting gebildet, in die die MILF eigene Mitglieder entsandte. Chef der Verhandlungsdelegation der Regierung war Fortunato Abat. Die beiden Technischen Kommissionen trafen am 7. Januar 1997 in Sultan Kudarat zum ersten Mal zusammen. Zwar sah ein Vorschlag von Abato die Verlängerung des einseitig von der Regierung erklärten Waffenstillstands vor, doch führte die philippinische Armee am 16. Januar einen Angriff auf das MILF-Hauptquartier durch, was mehrtägige Kämpfe zwischen Armee und MILF mit zahlreichen Todesopfern nach sich zog.
In den folgenden Monaten trafen die Verhandlungskommissionen noch mehrere Male zusammen, allerdings kam es zwischendurch in Mangindanao und North Cotabato immer wieder zu Gefechten zwischen der MILF und den philippinischen Streitkräften. Nachdem im Mai 1997 eine Reihe von Anschlägen und Entführungen der MILF zugeordnet wurden, erstürmten die philippinischen Streitkräfte am 16./17. Juni in einer Großoffensive mehrere MILF-Stellungen, darunter auch Camp Rajamuda, das damals das zweitgrößte Camp der MILF war. Die MILF entschied daraufhin am 25. Juni, die Friedensverhandlungen auszusetzen, und ließ ihre Mujahideen-Kämpfer die Fernverkehrsstraße zwischen Davao und Cotabato blockieren. Nach Angaben der MILF kamen bei der Konfrontation auf Armeeseite acht Offiziere und 195 Soldaten ums Leben, während die MILF nur 23 Kämpfer verlor. Am 5. Juli drohte Murad Ibrahim mit der Ausrufung eines allgemeinen Dschihad, wenn die Streitkräfte ihre Offensive nicht einstellen würden.
Um der Eskalation der Gewalt ein Ende zu setzen, verhandelten MILF und Zentralregierung neu und unterzeichneten am 17./18. Juli 1997 die „Vereinbarung zur allgemeinen Einstellung von Feindseligkeiten“ (Agreement on General Cessation of Hostilities; AGCH). Chef-Unterhändler der philippinischen Regierung war erneut Fortunato Abat. Die Vereinbarung ging mit einer Wiederbelebung der Friedensgespräche einher und verpflichtete beide Seiten, provokative Akte wie das Zeigen der MILF-Flagge in nicht-MILF-ausgewiesenen Gebieten und feindliche Handlungen wie Kidnapping, Straßenraub, Piraterie zu unterlassen, und führte zu einer Anzahl von Entwicklungsprojekten in MILF-Gebieten, darunter Straßenbau und Ausbau von Wasserkraft, führten, doch blieb die Lage zwischen MILF und Zentralregierung angespannt.

### DasAgreement of Intentvon 1998 und die Zerstörung des Abu-Bakr-Hauptquartiers
Die Regierung von Joseph Estrada (1998–2001) brachte zunächst neue Bewegung in den Friedensprozess. Im August 1998 unterzeichneten beide Seiten als Rahmenabkommen ein Agreement of Intent (AOI), in dem sie sich der Lösung des Konflikts auf dem Verhandlungsweg verschrieben. In einem Positionspapier, das von den technischen Kommissionen erstellt worden war und 2000 veröffentlicht wurde, machte die MILF große Zugeständnisse. Sie forderte darin zwar unter anderem „Anerkennung der Bangsamoro als einem eigenständigen Volk und einer eigenständigen Nation“, „Rückgabe des angestammten Herrschaftsgebiets (ancestral domain) an die Bangsamoro“ und „alleinige Kontrolle über ihre nationale Regierungsführung, Sicherheit und nationalen Ressourcen“, aber es stellte keine Forderung nach einem Islamischen Staat und forderte auch kein spezifisches Territorium.
Der Friedensprozess brach jedoch im Frühjahr 2000 wieder zusammen. Grund dafür waren Angriffe der philippinischen Streitkräfte auf die Lager der MILF. Nach Angaben von Hashim Salamat griffen sie schon im Dezember 1999 das Lager Uthman an, im Januar und Februar 2000 das Lager Omar und das Lager Badr und im März das Lager Bilal. Nach anderen Angaben brachten im März 2000 Verteidigungsminister Orlando Mercado und der Generalstabschef Angelo Reyes einen geheimen Operationsplan für Mindanao auf den Weg, der vorsah, dass die Hauptbastionen der MILF angegriffen werden sollten, um das MILF-Zentralkomiteee zur Kapitulation zu bringen und zu zwingen, seine Forderung nach selbstbestimmter Herrschaft auf den Südphilippinen aufzugeben. Ende April, nur wenige Stunden nachdem bei Verhandlungen zwischen MILF und Zentralregierung ein Konsens über Maßnahmen zur Normalisierung der Situation zustande gekommen war, starteten die philippinischen Streitkräfte eine neue Großoffensive gegen die MILF. Unter Verweis darauf, dass die MILF ein Trainingscamp der Jamaah Islamiyah unterhielt, die terroristische Anschläge unternahm, eroberten sie im Juni 2000 das MILF-Hauptquartier in Abu Bakar und zerstörten es.
Salamat Hashim flüchte in das Liguasan-Marschgebiet, und die MILF zog sich aus den Friedensverhandlungen zurück. Nachdem Estrada am 9. Juli die Eroberung aller 46 Camps und den Sieg über die MILF verkündet hatte, rief Salamat Hashim am 12. Juli zum Dschihad gegen die Zentralregierung auf. Die MILF, die viele ihrer Gebiete verloren hatte, wurde in neun separate und autarke Basiskommandos umstrukturiert und setzte zunehmend Guerilla-Taktiken ein. Da es den philippinischen Streitkräften nicht wie geplant gelang, die MILF zu vernichten, versuchte Estrada im Herbst 2000 die Verhandlungen mit ihr wiederaufzunehmen, wozu es aber nicht mehr kam. Für die MILF war die Zerstörung ihres Hauptquartiers ein schwerer Schlag, von dem sie sich nie mehr erholte. Nach 2000 konnte sie bei keiner Schlacht mehr einen klaren Sieg verbuchen.

### Das Zweite Tripoli-Abkommen 2001
Gloria Macapagal-Arroyo, die im Januar 2001 ihr Amt als Präsidentin antrat, bemühte sich erneut um eine Friedenslösung. Libyen bot an, zwischen Manila und der MILF zu vermitteln. Im Februar 2001 ließ Arroyo das Justizministerium alle Anklagepunkte gegen Salamat Hashim und fünf andere führende MILF-Mitglieder wegen Bombenattentaten, die im Dezember 2000 in Manila stattgefunden hatten und für die MILF verantwortlich gemacht wurde, aufheben. Offiziell gab sich die MILF zwar kompromisslos. Salamat Hashim veröffentlichte seine Principles for Negotiation, in welchen er wiederholte, dass die MILF sich weigere, irgendwelche Verhandlungen auf die philippinische Verfassung zu stützen, nicht auf das Ziel der Unabhängigkeit verzichte und es ablehne, irgendeine Form der Autonomie zu akzeptieren. Heimlich traf sich jedoch der MILF-Stabschef Murad Ebrahim mit Arroyos Team in Kuala Lumpur.
Am 24. März unterzeichneten er und Eduardo Ermita, Arroyos Berater für den Friedensprozess, in Kuala Lumpur zunächst ein Rahmenabkommen über die Wiederaufnahme der Friedensgespräche, und am 22. Juni 2001 kam unter Vermittlung der OIC ein erstes Friedensabkommen zwischen MILF und Zentralregierung zustande: der zweite Vertrag von Tripoli. Aufgrund seines internationalisierenden Effekts war er ein großer diplomatischer Erfolg für die MILF. Das Abkommen hob die auf MILF-Vertreter ausgesetzten Kopfgelder und gegen sie erlassenen Haftbefehle auf und forderte die OIC auf, Waffenstillstandsbeobachter einzusetzen. Diese sollten aus Libyen, Indonesien und Malaysia kommen. Die politische Rolle der MILF wurde in dem Vertrag auch durch die Zusicherung gestärkt, dass sie verantwortlich für die Durchführung der gemeinsam geplanten Entwicklungsprojekte in den vom Konflikt betroffenen Gebieten sein würden. Diese Entwicklungen veranlassten die MILF, mit dem Exekutivkomitee der MNLF ein „Abkommen über den allgemeinen Rahmen für die Einheit“ zu schließen, um im Interesse der Bangsamoro verstärkte Zusammenarbeit herbeizuführen. Gleichzeitig spiegelte das Abkommen aber auch das Eingeständnis der MILF wider, nicht mit militärischen Mitteln ein Heimatland gewinnen zu können.
Im August 2001 unterzeichneten die beiden Seiten die Implementing Guidelines on the Security Aspect of the GRP-MILF Tripoli Agreement of 2001 („Umsetzungsrichtlinien zum Sicherheitsaspekt des GRP-MILF-Tripolis-Abkommens von 2001“), welche verbotene feindselige und aggressive Handlungen auflisteten, zu denen auch massive Truppenverlegungen, Unterbringung oder Hilfeleistung für „kriminelle Elemente“ und Terrorismus gehörten. Die Verhandlungen zwischen Regierung und MILF führten auch zur Schaffung der Bangsamoro Development Agency (BDA), einer quasi-autonome NGO, über die zukünftig die gesamte internationale Hilfe für die von der MILF kontrollierten Gebiete abgewickelt werden sollte. Allerdings konnte diese Organisation erst nach einem neuerlichen Vertrag, den die beiden Seiten am 28. März 2003 schlossen, ihren Betrieb aufnehmen.

### Terrorismusvorwürfe und die Stürmung des Buliok-Komplexes in Lanao del Sur
Nach dem Beginn des internationalen Kriegs gegen den Terror verurteilte die MILF offiziell terroristische Aktionen im Namen des Islams, zumal die Gefahr bestand, dass sie auf die Liste derjenigen Organisationen gesetzt würde, die von den USA als terroristisch eingestuft wurden. Einhergehend mit der Verurteilung, entschloss sich Salamat, die radikalen Elemente innerhalb der MILF an den Rand zu drängen, und begann eine Verhandlungslösung des Mindanao-Konflikts anzustreben. Nachdem es im Frühjahr 2002 in Zentral-Mindanao immer wieder zu Scharmützeln gekommen, beschlossen die beiden Parteien im Mai 2002 die Isolation und Zerschlagung aller kriminellen Syndikate und Entführerbanden, die in Mindanao operierten. Dafür wurde eine Ad Hoc Joint Action Group (AHJAG) eingerichtet, die zukünftig für die Verfolgung von Verbrechersyndikaten, Kidnappern, „verlorenen Kommandos“ und andere kriminellen Elementen in MILF-kontrollierten Gebietenz zuständig sein und sich aus vier Regierungs- und vier MILF-Mitgliedern zusammensetzen sollte. Am 10. Februar 2003 legten die Verhandlungsteams von Zentralregierung und MILF den von ihnen ausgehandelten Entwurf für einen Friedensvertrag vor, der eine „erweiterte Autonomie“ für die von der MILF beanspruchten Gebiete vorsah.
Die Aussicht auf eine Friedenslösung wurde aber schon einen Tag später wieder zerstört, als die philippinischen Streitkräfte den Buliok-Komplex in Lanao del Sur stürmten, der der MILF als Ausweichlager diente. Die Zentralregierung begründete die Stürmung damit, dass in den MILF-Gebieten Terroristen untergetaucht seien. Tatsächlich waren nach dem Anschlag von Bali 2002 mehrere Haupttatverdächtige der Jemaah Islamiyah nach Mindanao geflüchtet, wo die MILF ihnen Unterschlupf gewährte. Viele MILF-Vertreter sahen in dem Angriff auf das neue Hauptquartier einen Versuch der Regierung, Salamat Hashim zu töten oder gefangen zu nehmen, was die Regierung aber stets abstritt. Salamat Hashim wies in einer öffentlichen Stellungnahme vom Mai 2003 Terrorismus zurück und stritt jegliche Beziehungen zu terroristischen Organisationen ab.

### Der Friedensprozess unter Murad Ebrahim und die Abspaltung der BIFF
Nach Salamat Hashims Tod im Juli 2003 übernahm Murad Ebrahim, der pragmatischer und weniger ideologisch ausgerichtet war, die Führung der MILF. Er setzte sich persönlich für die Ausarbeitung einer Verhandlungslösung ein. Unter seiner Führung kehrte sich das Zentralkomitee vom Ziel der Unabhängigkeit ab und akzeptierte das Prinzip der Autonomie. Bewaffnete Auseinandersetzungen zwischen MILF und den philippinischen Streitkräften gingen von 698 im Jahre 2002 auf zehn im Jahr 2005 zurück. Da der Friedensprozess jedoch 2006 ins Stocken geriet, stieg die Zahl bis zum Jahre 2007 wieder auf 100 an. Die MILF verfolgte in dieser Zeit nach eigenen Angaben eine Strategie, die aus einer Kombination von Kampf und Verhandlung (Fight-Negotiate-Fight-Negotiate Strategy) bestand.

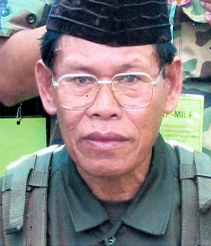
Ameril Umbra Kato, der den Friedensprozess ablehnte und 2008 die BIFF gründete

Ein strittiger Punkt bei den Friedensverhandlungen war die Frage des „angestammten Herrschaftsgebiets“ (ancestral domain), in dem die Moros Autonomie erhalten sollten. Die MILF forderte, dass zusätzlich zu den fünf Provinzen der 1989 geschaffenen Autonomous Region in Muslim Mindanao (ARMM) 3978 Dörfer mit muslimischer Mehrheitsbevölkerung in die Autonomieregion eingeschlossen sein sollten. Die Regierung stand jedoch auf dem Standpunkt, dass nur 613 Dörfer mehrheitlich muslimisch seien, und verlangte eine Volkszählung, die die MILF jedoch ablehnte. Anfang 2007 machte die MILF ein größeres Zugeständnis hinsichtlich der Anzahl der Barangays des ancestral domain als Gegenleistung für drei Zugeständnisse der Regierung, nämlich (1) größere geographische Kontiguität der Barangays und weniger isolierte Gemeinden, (2) finanzielle Entschädigungen für verlorenes Land, die in eine öffentliche Stiftung fließen sollten, (3) größere Zusicherungen, dass weder der Kongress noch der Oberste Gerichtshof des Landes nachträglich das Abkommen verwässern könnten, wie es bei dem Abkommen von 1996 durch den Republic Act Nr. 9054 geschehen war. 2008 einigten sich beide Seiten auf ein Abkommen, das jedoch das Oberste Gericht für ungültig erklärte. Es folgten neue Kämpfe. Am 27. Juli 2008 paraphierten beide Seiten das Memorandum of Agreement on Ancestral Domain (MOA-AD). Die für den 5. August vorgesehene Unterzeichnung des Abkommens kam jedoch nicht zustande, weil der Oberste Gerichtshof aufgrund der Gesuche mehrerer Oppositionspolitiker dies per einstweiliger Verfügung verhinderte.
Auf MILF-Seite gab es auch Gegner des Friedensprozesses. Sie hielten an dem Ziel der Unabhängigkeit fest oder vertrauten nicht den Zusagen der Regierung und fürchteten, dass der Friedensprozess die militärischen Fähigkeiten der MILF bedeutungslos machen würde. 2008 spaltete sich eine radikale Gruppe von MILF-Kämpfern unter Führung des Gelehrten Ameril Umbra Kato ab und gründete die Bangsamoro Islamic Freedom Front (BIFF), die Murads Führung und den Friedensprozess ablehnte.

### Das Rahmenabkommen über die Bangsamoro von 2012 und die Gründung der UBJP

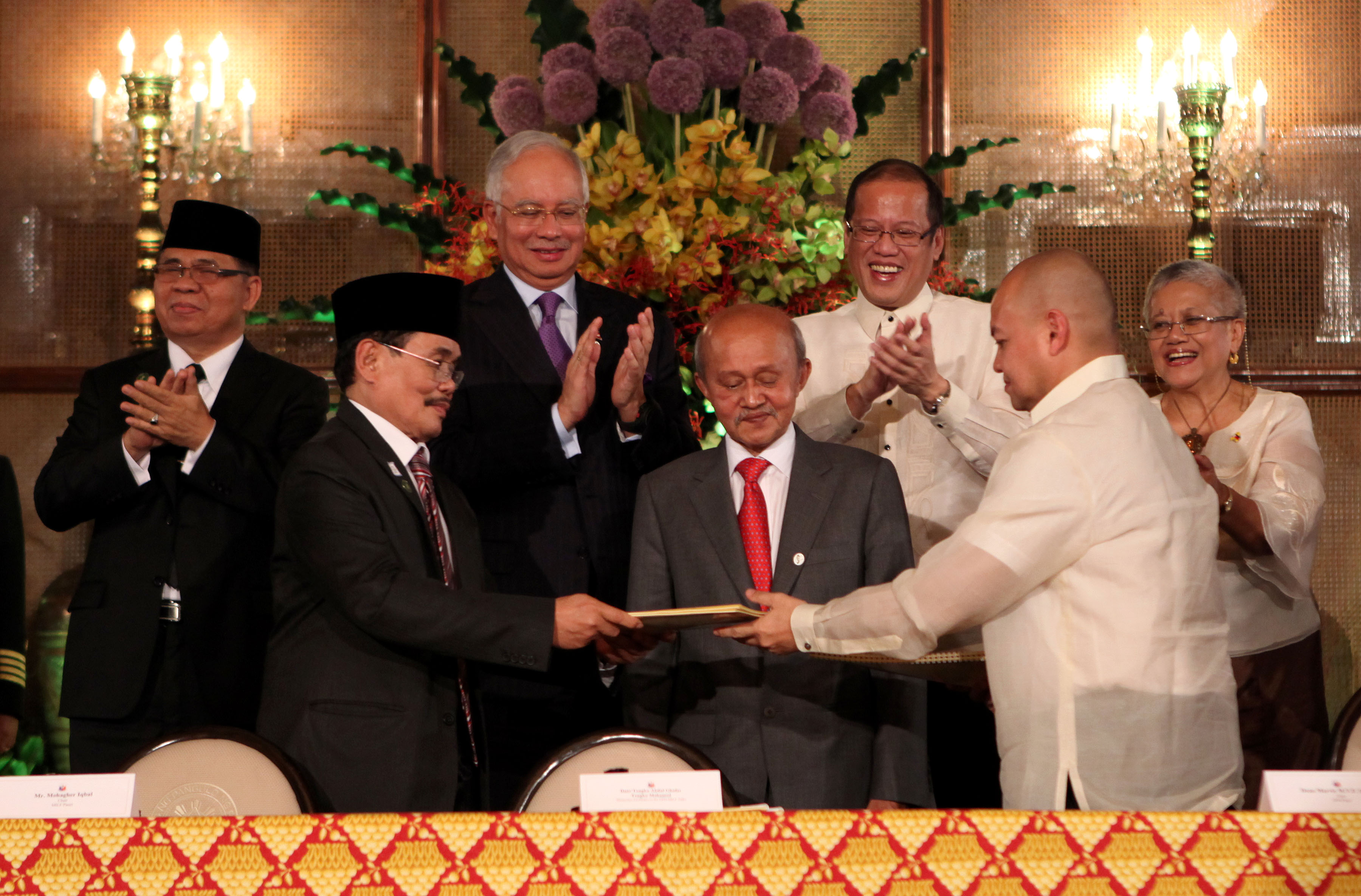
Der Abschluss des Rahmenabkommens über die Bangsamoro am 15. Oktober 2012 im Malacañan-Palast, vorne im schwarzen Anzug MILF-Chefunterhändler Mohagher Iqbal und Marvic Leonen als Unterhändler der philippinischen Regierung. Im Hintergrund Murad Ebrahim, der OIC-Generalsekretär Ekmeleddin İhsanoğlu, Präsident Aquino und Präsidentenberaterin Teresita Quintos-Deles.

Im Februar 2011, nach dem Amtsantritt von Präsident Benigno Aquino III, nahm die philippinische Regierung erneut Gespräche mit der MILF auf. Die Verhandlungen fanden wieder im malaysischen Kuala Lumpur statt. Nachdem Präsident Aquino im August 2011 in Tokyo mit dem MILF-Vorsitzenden Murad zusammengetroffen war, unterzeichneten am 15. Oktober 2012 philippinische Regierung und MILF das Framework Agreement on the Bangsamoro (FAB; „Rahmenabkommen über die Bangsamoro“), das den Weg für das formale Ende der MILF-Aufstandsbewegung und die Einrichtung rechtlicher Mechanismen zur Schaffung einer neuen Selbstverwaltungseinheit bahnte. Dieses Abkommen sah vor, dass die Autonomous Region in Muslim Mindanao (ARMM) durch eine neue autonome politische Einheit namens Bangsamoro ersetzt werden sollte (FAB I. 1.). Das Kerngebiet dieser politischen Einheit sollte neben der ARMM-Region auch Isabela City in Basilan, Cotabato City, sechs Städte in Lanao del Norte und 39 Barangays, die bei einem Plebiszit im Jahre 2001 für Aufnahme in die ARMM-Region gestimmt hatten (FAB V. 1.). Eine 15-köpfige Übergangskommission, in der MILF die Stimmenmehrheit haben sollte, sollte ein Bangsamoro Basic Law (BBL; „Bangsamoro-Grundgesetz“) ausarbeiten. Sieben der Mitglieder dieser Kommission sollten von der philippinischen Regierung, und acht einschließlich des Kommissionsvorsitzenden von der MILF ausgewählt werden (FAB VII. 3. bis 5.). Es wurde außerdem festgelegt, dass die MILF ein abgestuftes Programm zur Stilllegung ihrer Streitkräfte durchführen sollte, damit diese nicht mehr eingesetzt werden könnten (FAB VIII. 5.).
Das Abkommen machte Regierung und MILF zu Partnern bei der Einführung weitgehender Autonomierechte für die Muslime in dem Bangsamoro-Gebiet. Zwar strengte die MNLF, die sich durch das Abkommen aus ihrer Position als Partner der Regierung verdrängt fühlte, im Dezember 2012 einen Prozess gegen das Abkommen an, doch hatte dies keinen Einfluss mehr auf das Geschehen. Ein Anhang zu dem Abkommen, der im Dezember 2012 beschlossen wurde, sah auch vor, dass die Macht nicht einfach der MILF übergeben werden sollte, sondern einem demokratisch gewählten Parlament. Die Bangsamoro-Übergangskommission wurde im April 2013 durch eine vom Kongress bestätigte Präsidentenverfügung eingesetzt und nahm unter dem MILF-Chefunterhändler Mohagher Iqbal ihre Arbeit auf. Nach Einigung auf vier Anhänge wurde der endgültige Friedensvertrag zwischen beiden Seiten, das Comprehensive Agreement on the Bangsamoro (CAB), am 27. März 2014 unterzeichnet.
Um an den für 2016 in Bangsamoro vorgesehenen Wahlen teilnehmen zu können, bemühte sich die MILF unmittelbar nach Abschluss des Abkommens mit der philippinischen Regierung, den Status einer Partei zu erhalten. Im März 2014 nahmen 39 führende MILF-Mitglieder an einer Schulung zum Parteiaufbau teil, die von der Konrad-Adenauer-Stiftung und zwei anderen Organisationen ausgerichtet wurde. Unmittelbar danach, im April 2014, gründete die MILF als eigene Partei die United Bangsamoro Justice Party (UBJP). Sie wurde im Dezember 2014 offiziell registriert. Die Führungsspitze der Partei wird von der MILF-Führungsspitze gebildet. Zum Parteivorsitzenden wurde der MILF-Vorsitzende Murad Ebrahim ernannt.

### Die Auseinandersetzung über dasBangsamoro Basic Lawund der Mamasapano-Vorfall
Heftige Auseinandersetzungen zwischen MILF und Regierung ergaben sich aber noch einmal um das Bangsamoro Basic Law. Nachdem die Übergangskommission ihren Entwurf für das BBL am 14. April 2014 Präsident Aquino vorgelegt hatte, unterzog die Regierung diesen einer gründlich Überarbeitung. Als sie am 5. Juli den Gesetzesentwurf der Übergangskommission zurückgab, waren 70 Prozent des Dokuments entweder gelöscht oder erheblich überarbeitet. Die MILF-Führung war darüber erbost und wies die Änderungen der Regierung zurück. Mohagher Iqbal äußerte, dass er sich den verwässerten Entwurf der Regierung persönlich verletzt und beleidigt fühle, und bestand darauf, dass nicht von dem, worauf man sich bereits geeinigt hatte, neu verhandelt werden könnte. Erst im September 2014 erreichten die beiden Seiten eine Übereinkunft zu dem Gesetzesentwurf.
Durch einen schwerwiegenden Vorfall erlebte der Friedensprozess in dieser Zeit noch einmal einen schweren Rückschlag: Eine Eliteeinheit der Philippinischen Nationalen Polizei, die am 25. Januar 2015 ohne Vorankündigung in MILF-kontrolliertes Gebiet eingedrungen war, um den malaysischen Terroristen Zulkifli Abdhir zu fassen, wurde in Mamasapano von der MILF und einigen Kämpfer der BIFF eingeschlossen und beschossen. Insgesamt wurden dabei 44 Polizeibeamte getötet. Durch diesen Vorfall wurde die Aufrichtigkeit der MILF bei der Suche nach einem Frieden ernsthaft in Zweifel gezogen, das gesellschaftliche Vertrauen in die MILF brach stark ein. Philippinische Politiker und Regierungsbeamte, die sich für die Rettung des Friedensprozesses oder das BBL einsetzten, wurden beschuldigt, gemeinsame Sache mit Terroristen zu machen.
Zwar versuchte die MILF, ihr Vorgehen bei Mamasapano zu verteidigen, und bemühte sich darum, ihr Bekenntnis zum Friedensprozess unter Beweis zu stellen, indem sie zum Beispiel mit der Entwaffnung ihrer Kämpfer begann, doch erhielten politische Gegner des BBL durch den Mamasapano-Vorfall starken Aufwind. Dazu gehörte insbesondere Ferdinand Marcos Jr., der das BBL für verfassungswidrig hielt und 2015 einen alternativen Gesetzesentwurf vorlegte, der sich an dem ARMM-Abkommen von 1996 orientierte und unter anderem die fiskalische Macht der vorgesehenen Bangsamoro-Regierung stark einschränkte. Die MILF war über die Vorlage dieses Entwurfs sehr aufgebracht.

## Der Abschluss des Friedensprozesses

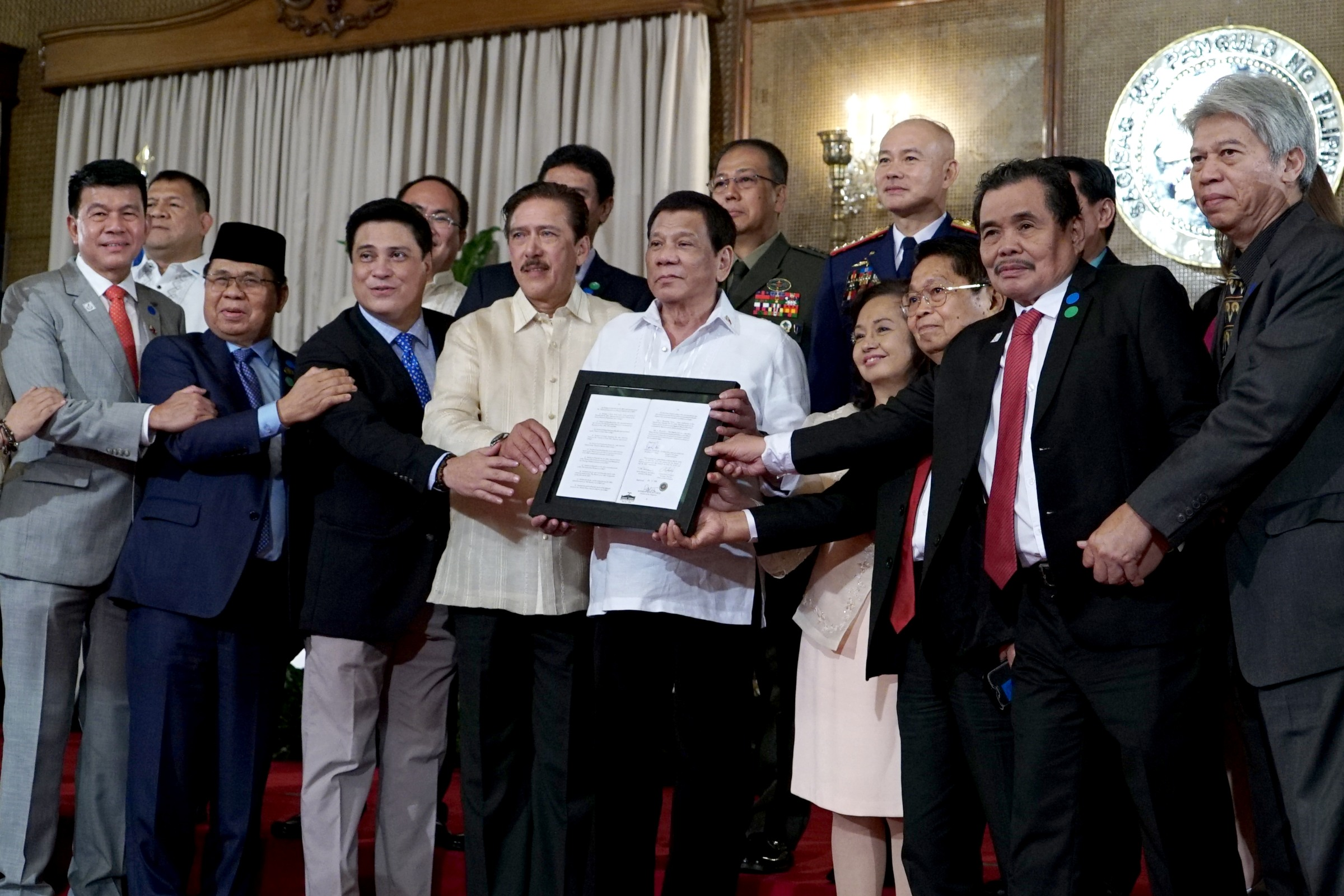
Die Verhandlungsführer des Friedensprozesses zwischen der MILF und der philippinischen Regierung während der Übergabe des Bangsamoro Organic Law (BOL) an die MILF im Malacañan-Palast am 6. August 2018

Im Dezember 2015 schaffte es das Repräsentantenhaus nicht, das BBL zu verabschieden, was bedeutete, dass der diesbezügliche Gesetzgebungsprozess in der nächsten Legislaturperiode neu aufgerollt werden musste. Bis das Gesetz von den beiden Kammern des philippinischen Parlaments angenommen wurde, dauerte es noch zweieinhalb Jahre. Am 26. Juli 2018 wurde das nun in Bangsamoro Organic Law (BOL) umbenannte Gesetz von Präsident Rodrigo Duterte unterzeichnet. Schon wenige Tage zuvor hatten die beiden Kammern der Errichtung eines Obersten Scharia-Gerichtshofs in der Bangsamoro-Region zugestimmt.
Um die Zustimmung zum Abkommen zu erhalten, musste nur noch eine Volksabstimmung der Bewohner der betroffenen Gebiete Mindanaos durchgeführt werden. Diese fand im darauffolgenden Jahr statt. Am 10. Mai 2019 wurde das Abkommen in Cotabato City offiziell unterzeichnet, was das Ende von vier Jahrzehnten des Kampfes markierte, bei dem insgesamt 120.000 Menschen ums Leben kamen. Das unterzeichnete Abkommen sah vor, dass die neue autonome Region Bangsamoro ein eigenes Parlament haben sollte, das mit einem Teil der regionalen Steuern finanziert werden sollte. Die 30.000 bis 40.000 MILF-Kämpfer sollten ihre Waffen abgeben und neue politische Parteien, die bei den Parlamentswahlen antreten würden, sollten die paramilitärischen Kräfte der Organisation ersetzen. In der Bangsamoro Transition Authority, dem provisorischen Parlament der Bangsamoro-Region, das schon am 29. März 2019 seine Arbeit aufnahm, durfte die MILF 41 der insgesamt 80 Mitglieder stellen.